# Tatocnemis crenulatipennis
Tatocnemis crenulatipennis är en trollsländeart som beskrevs av Fraser 1952. Tatocnemis crenulatipennis ingår i släktet Tatocnemis och familjen Megapodagrionidae. IUCN kategoriserar arten globalt som otillräckligt studerad. Inga underarter finns listade i Catalogue of Life.